# Rudolf Schottlaender

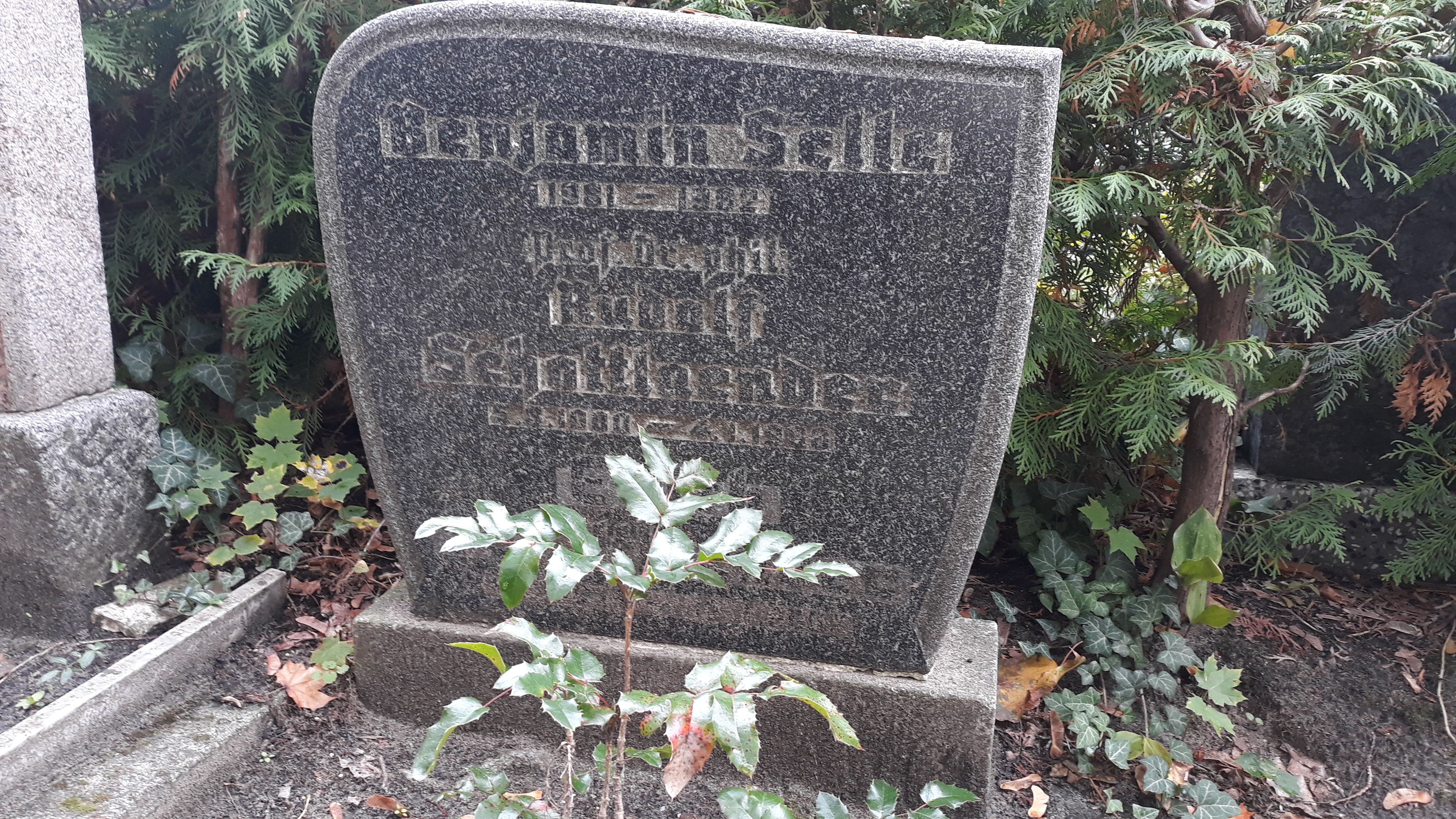
Das Grab von Rudolf Schottlaender auf dem Evangelischen Friedhof Friedrichshagen in Berlin. (2020)

Rudolf Julius Schottlaender (* 5. August 1900 in Berlin; † 4. Januar 1988 in Ost-Berlin) war ein deutscher Philosoph, Altphilologe, Übersetzer und politischer Publizist.

## Biografie
Rudolf Schottlaender war jüdischer Abstammung, studierte Philosophie in Berlin, Heidelberg (bei Karl Jaspers und Ernst Hoffmann), Marburg, Freiburg im Breisgau, bei Edmund Husserl, Martin Heidegger und Nicolai Hartmann. Dort lernte er Günther Stern (später als Günther Anders ein bekannter philosophischer Schriftsteller, Sohn des Psychologen William Stern) kennen und dessen Schwester Hilde, die er kurz darauf heiratete (in der ersten von drei Ehen). Trotz seines regen studentischen Interesses für die Phänomenologie berief sich Schottlaender mehr auf die Stoa und auf Spinoza, in dessen Geist er 1921 aus der jüdischen Gemeinde ausgetreten war. Er promovierte 1923 in Heidelberg bei Ernst Hoffmann mit einer Arbeit über die Nikomachische Ethik des Aristoteles.
Während der Weimarer Republik war Schottlaender Privatgelehrter. Mit seiner Übertragung des ersten Teils von „À la recherche du temps perdu“, die 1926 unter dem Titel „Der Weg zu Swann“ im Verlag Die Schmiede erschien, war er der erste deutsche Proust-Übersetzer. Allerdings wurde seine Übersetzung vom berühmten Romanisten Ernst Robert Curtius derart verrissen, dass der Verlag auf Druck der französischen Proust-Verleger die Übersetzung in andere Hände übergehen ließ. Es fanden sich auch lobende Stimmen, u. a. von Alfred Kerr und Hermann Hesse, die sich allerdings gegen die Autorität von Curtius nicht öffentlich zu einer Verteidigung bereitfanden. Zuletzt in Berlin versteckt, überlebte Schottlaender Hitlerzeit und Judenverfolgung.
Nach 1945 unterrichtete er als Studienrat Latein und Griechisch in West-Berlin, an der Goethe-Schule in Lichterfelde West. Zwischenzeitlich (1947–1949) lehrte er an der Technischen Hochschule Dresden Philosophie, geriet aber als streitbarer Demokrat und Humanist in Konflikt mit den Behörden der Sowjetischen Besatzungszone. Daraufhin ging er zurück nach West-Berlin und arbeitete vom Herbst 1949 bis 1956 als Studienrat an der Georg-Herwegh-Oberschule. Dort wurde er wegen seiner Bemühungen um die Überwindung des Kalten Krieges Opfer einer Verleumdungskampagne und geriet in berufliche Schwierigkeiten. 1959 folgte er einem Ruf an die Ostberliner Humboldt-Universität als Professor für lateinische Literatur unter besonderer Berücksichtigung des Griechischen (Philosophie konnte er als Nichtmarxist und aufgrund der Dresdner Erfahrungen dort nicht lehren). Nach dem Bau der Berliner Mauer im August 1961 musste er, um diese Arbeit weiter ausüben zu können, mit der Familie von West- nach Ostberlin übersiedeln. 1965 wurde er emeritiert.
Neben zahlreichen philologischen und philosophischen Schriften veröffentlichte Schottlaender brillante Übersetzungen (sehr bühnenwirksame Sophokles-Neuübersetzung Herausgabe einer Petrarca-Ausgabe u. a.) und gründliche Auseinandersetzungen mit Fragen des Judentums und des Antisemitismus. In seinen politischen Essays und Artikeln, die er überwiegend im Westen veröffentlichte, verstand er sich als Vermittler zwischen den Systemen. Wegen seiner DDR-kritischen Positionen wurde er intensiv von der Staatssicherheit observiert. Er inspirierte führende Köpfe der sich herausbildenden DDR-Opposition.
Schottlaenders Sohn Rainer (geboren am 16. September 1949) war 1969 und 1970 zusammen mit seinem Mitkommilitonen Michael Müller der Initiator mehrerer Flugblattaktionen, die an der Humboldt-Universität zum Boykott der so genannten gesellschaftswissenschaftlichen Vorlesung aufriefen. Dies führte zu einer der größten Fahndungsaktionen der Stasi (Deckname Aufwiegler). Er wurde nach einem Fluchtversuch in Haft genommen, später von der BRD freigekauft und ist heute Entertainer und Privatgelehrter.

## Veröffentlichungen (Auswahl)
- Tiefen und Engen des Empirischen in der Güterlehre. Das Wissen von Wertcharakteren, grundsätzlich erörtert und an „Ruhe“ und „Freiheit“ durchanalysiert (= Abhandlungen der geistes- und sozialwissenschaftlichen Klasse der Akademie der Wissenschaften und der Literatur in Mainz. Jahrgang 1955, Nr. 8).

## Literarische Werke
- Trotz allem ein Deutscher, Autobiografie, Herder-Verlag 1986
- Verfolgte Berliner Wissenschaft, Edition Hentrich, Berlin 1988
- Deutschsein fünfmal anders. Erinnerungen eines Unangepassten, hg. v. Irene Selle, Moritz Reininghaus, Verlag für Berlin-Brandenburg, Berlin 2017, ISBN 978-3-945256-39-8.